# Kąty Czernickie (wieś)
Kąty Czernickie – wieś w Polsce położona w województwie mazowieckim, w powiecie wołomińskim, w gminie Strachówka. Ma status sołectwa.
W latach 1975–1998 miejscowość administracyjnie należała do województwa siedleckiego.
Wierni Kościoła rzymskokatolickiego należą do parafii św. Mikołaja w Dobrem.

## Historia
Podczas powstania styczniowego 20 marca 1863 r. doszło do potyczki oddziału dr. Władysława Czarkowskiego z kolumną rosyjską liczącą ok. 500 żołnierzy z dwoma działami, pod dowództwem mjr. Antuszewicza:
Oddział Czarkowskiego zdążył wycofać się do lasu i pod osłoną strzelców dotarł pod Międzylesie. Wchodząc na otwartą przestrzeń, powstańcy zostali ostrzelani z dział i zmuszeni do ponownego wejścia w las, skąd raziła ich podążająca za nimi piechota. Powstańcy znaleźli się w krytycznej sytuacji i tylko dzięki silnemu uderzeniu na jedno ze skrzydeł atakującego nieprzyjaciela, wyrwali się z okrążenia [...] Okupili to 26 poległymi i wieloma rannymi. Utracili część taboru z żywnością i amunicją. Rosjanie mieli tylko 8 rannych. Zdziesiątkowany oddział Czarkowskiego udał się na południe powiatu stanisławowskiego.